# 털이끼과
털이끼과(Lepidolaenaceae)는 세줄이끼목에 속하는 우산이끼류과의 하나이다.

## 하위 속 및 종
- Gackstroemia
  - Gackstroemia magellanica
- 주불롭시스속 (Jubulopsis)
  - 주불롭시스 노바이젤란디아이 (Jubulopsis novae-zelandiae)
- Lepidogyna
  - Lepidogyna menziesii
- 레피돌라이나속 (Lepidolaena)
  - Lepidolaena clavigera